# Шереметєв Борис Петрович
Шереме́тєв Бори́с Петро́вич (25.4.(5.5)1652 — 17(28)2.1719)  — московський полководець і дипломат, генерал-фельдмаршал (з 1701). У 1706 першим у Московській державі отримав графський титул. Брав участь в укладенні російсько-польського «Вічного миру» (1686), командував російсько-українським військом у поході за звільнення Приазов'я з-під турецько-татарської окупації (1695 —96), головнокомандувач російських військ у Полтавській битві (1709).

## Біографія
Народився у Москві. Здобув освіту в Києво-Могилянській академії. З 1671 р. служив при царському дворі. У 1684-86 рр. Шереметєв брав участь у переговорах і укладенні «Вічного миру» 1686 р. з Польщею. Під час Азовських походів 1695-96 рр. командував московською армією, яка діяла спільно з українськими полками на чолі з гетьманом І.Мазепою у пониззі Дніпра. У 1687-99 рр. очолював московські дипломатичні місії до Речі Посполитої, Австрії та на о. Мальту.
Брав участь у Північній війні 1700-21 рр. Протягом 1701-05 рр. командував військами у Ліфляндії, де здобув ряд перемог над шведською армією під орудою Вольмара Антона Шліппенбаха, але зазнав у 1705—1706 роках поразок від Адама Людвіга Левенгаупта. У Полтавській битві 1709 р. здійснював командування всією піхотою московської армії. У 1710-му війська Шереметєва захопили Ригу.
Очолював головні сили московської армії у Прутському поході 1711 р.
У 1711–1712 рр. керував насильницьким переселенням мешканців Правобережної України на Лівобережжя.
У 1715–1717 рр. командував корпусом у Померанії і Мекленбурзі.
У передсмертному заповіті Шереметєв просив поховати його в Києво-Печерській лаврі, але Петро I знехтував останньою волею покійного, вирішивши створити пантеон у Санкт-Петербурзі.